# Wiesbaden nevezetességei
Ezen a listán Wiesbaden nevezetességei vannak felsorolva.

## Belső kerületek

### Épületek

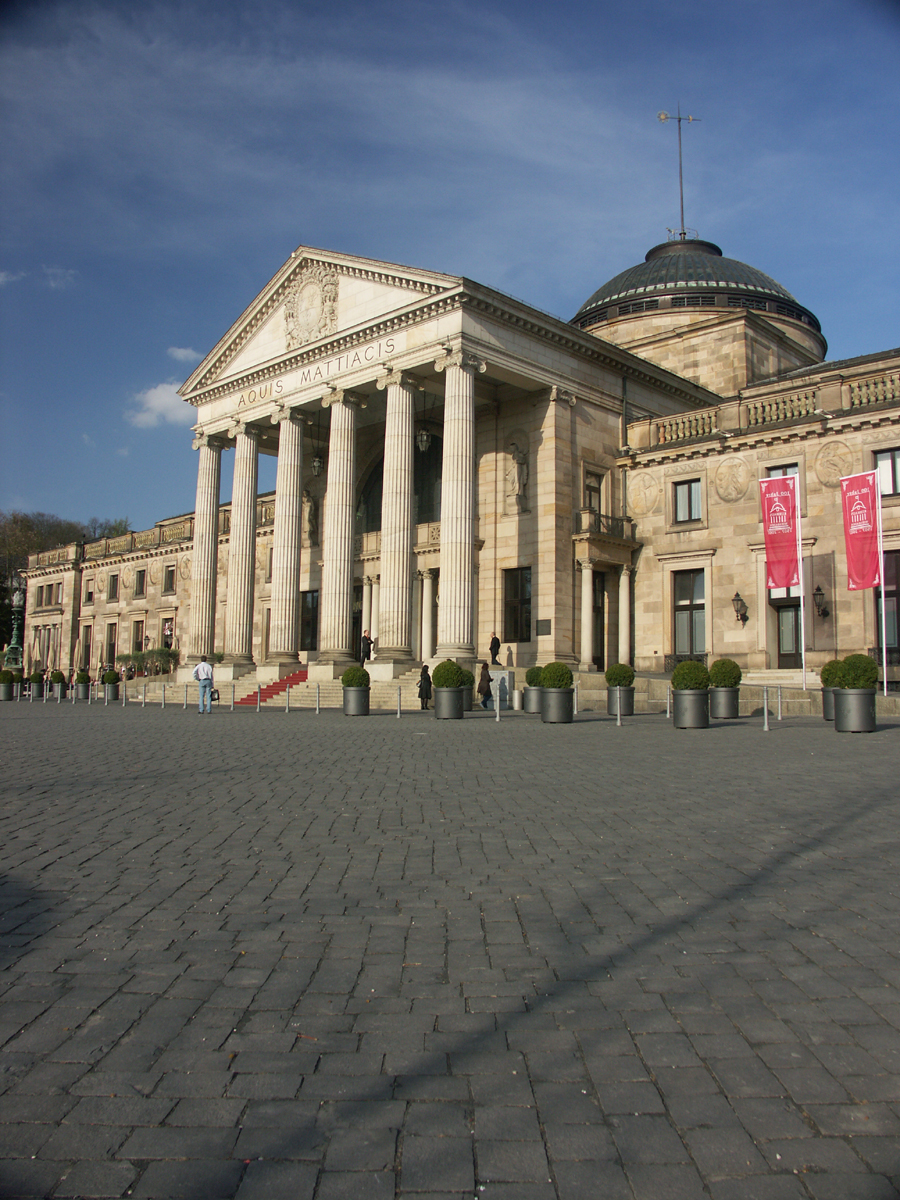
Az 1907-ben épült Kurhaus (kaszinó)

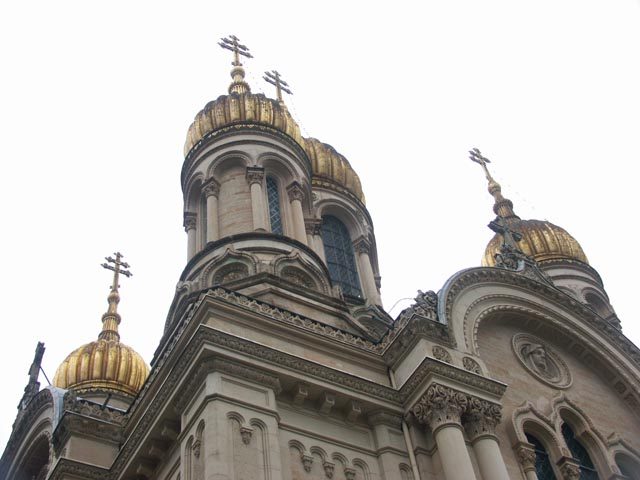
Az 1855-ben épült orosz templom a Néróhegyen

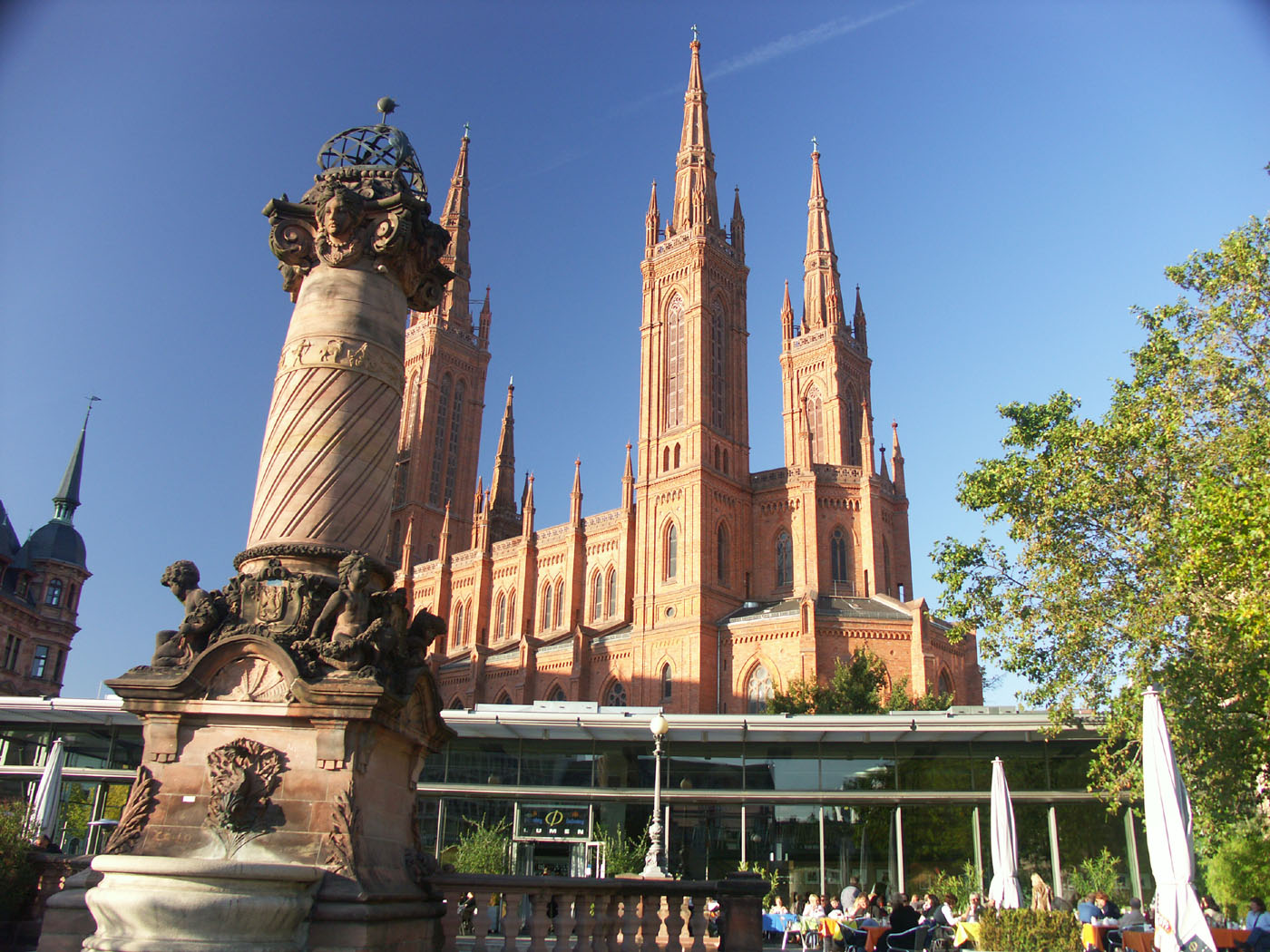
Az 1862-ben épült piaci templom 93 m magassággal a város legmagasabb épülete

- Állami Kancellária (épült 1904-ben)
  - Georg-August-Zinn-Straße / Belváros
- Állami Színház (épült 1894-ben / építészmester: Ferdinand Fellner és Hermann Helmer)
  - Wilhelmstraße / Belváros
- Bonifatiuskirche (bonifaciusz templom) (épült 1849-ben / építészmester: Philipp Hoffmann)
  - Luisenplatz / Belváros
- Casino (épült 1907-ben / építészmester: Friedrich von Thiersch)
  - Wilhelmstraße / Belváros
- Erbprinzenpalais (épült 1817-ben / építészmester: Christian Zais)
  - Wilhelmstraße / Belváros
- Főpályaudvar (épült 1906-ban / építészmester: Fritz Klingholz)
  - Kaiser-Friedrich-Ring (1./kis körút) / Südost)
- Höppli ház (épült 1876-ban)
  - Wörthstraße / Belváros
- Kaszinó-Klub székhelye (épült 1874-ben / építészmester: Wilhelm Bogler)
  - Friedrichstraße / Belváros
- Marktkirche (Piaci templom) (épült 1862-ben / építészmester: Carl Boos)
  - Schloßplatz / Belváros
- Nerobergbahn (Fogaskerekű, épült 1888-ban)
  - Nerotal / Nordost
- Orosz templom (épült 1855-ben / építészmester: Philipp Hoffmann)
  - Neroberg / Nordost
- Országháza (Landeshaus, mai Gazdaságpolitikai Minisztérium) (épült 1907-ben)
  - Kaiser-Friedrich-Ring (1./kis körút) / Südost)
- Parlament (épült 1842-ben / építészmester: Georg Moller)
  - Schloßplatz / Belváros
- Régi Palasthotel (épült 1905-ben)
  - Kranzplatz / Belváros
- Régi városháza (épült 1610-ben)
  - Schloßplatz / Belváros
- Ringkirche (körúti templom) (épült 1894-ben / építészmester: Johannes Otzen)
  - Kaiser-Friedrich-Ring (1./kis körút) / Rheingauviertel
- Római fal maradványai (Heidenmauer) (épült a 4. században)
  - Coulinstraße / Belváros
- Római kapu (épült 1903-ban)
  - Coulinstraße / Belváros
- Solmsschlösschen (épült 1892-ben)
  - Solmsstraße / Südost
- Söhnlein Villa (Weißes Haus / fehér ház) (épült 1906-ban)
  - Paulinenstraße / Südost
- Új városháza (épült 1886-ban / építészmester: Georg von Hauberisser)
  - Schloßplatz / Belváros
- A világ legnagyobb kakukkosórája
  - An den Quellen / Belváros
- Villa Clementine (irodalmi klub székhelye) (épült 1882-ben / építészmester: Georg Friedrich Fürstchen)
  - Frankfurter Straße / Belváros

### Utak és terek
- 1. Ring (első / kis körút)

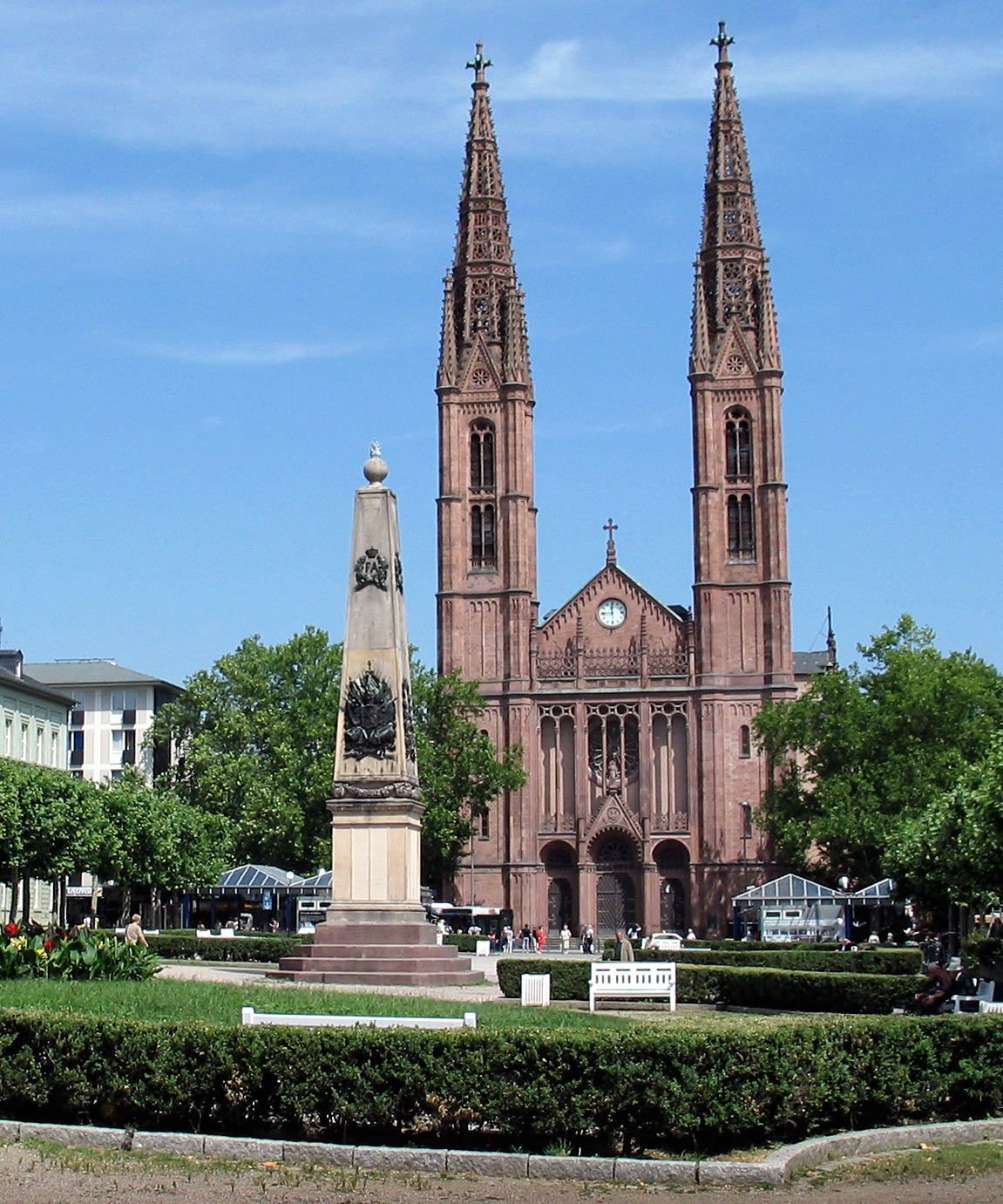
A wiesbadeni Bonifatius templom, előtérben a Waterloo ütközet emlékművével a Luisenplatzon

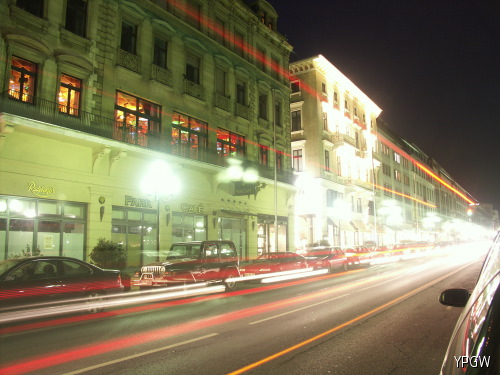
Éjjeli hangulat a város egyik legszebb útján, a Wilhelmstraßén

  - Belváros, Westend, Rheingauviertel, Südost
- Adolfsallee
  - Belváros
- Alwinenstraße
  - Südost
- Bahnhofstraße
  - Belváros
- Biebricher Allee
  - Südost, Biebrich
- Dernsches Gelände
  - Belváros
- Kranzplatz
  - Belváros
- Luisenplatz
  - Belváros
- Nerotal
  - Nordost
- Parkstraße
  - Nordost
- Schloßplatz
  - Belváros
- Seerobenstraße
  - Westend
- Sedanplatz
  - Westend
- Sonnenberger Straße
  - Nordost
- Taunusstraße (több mint 20 régiségbolttal és képtárral)
  - Belváros, Nordost
- Wilhelmstraße
  - Belváros

## Külső kerületek

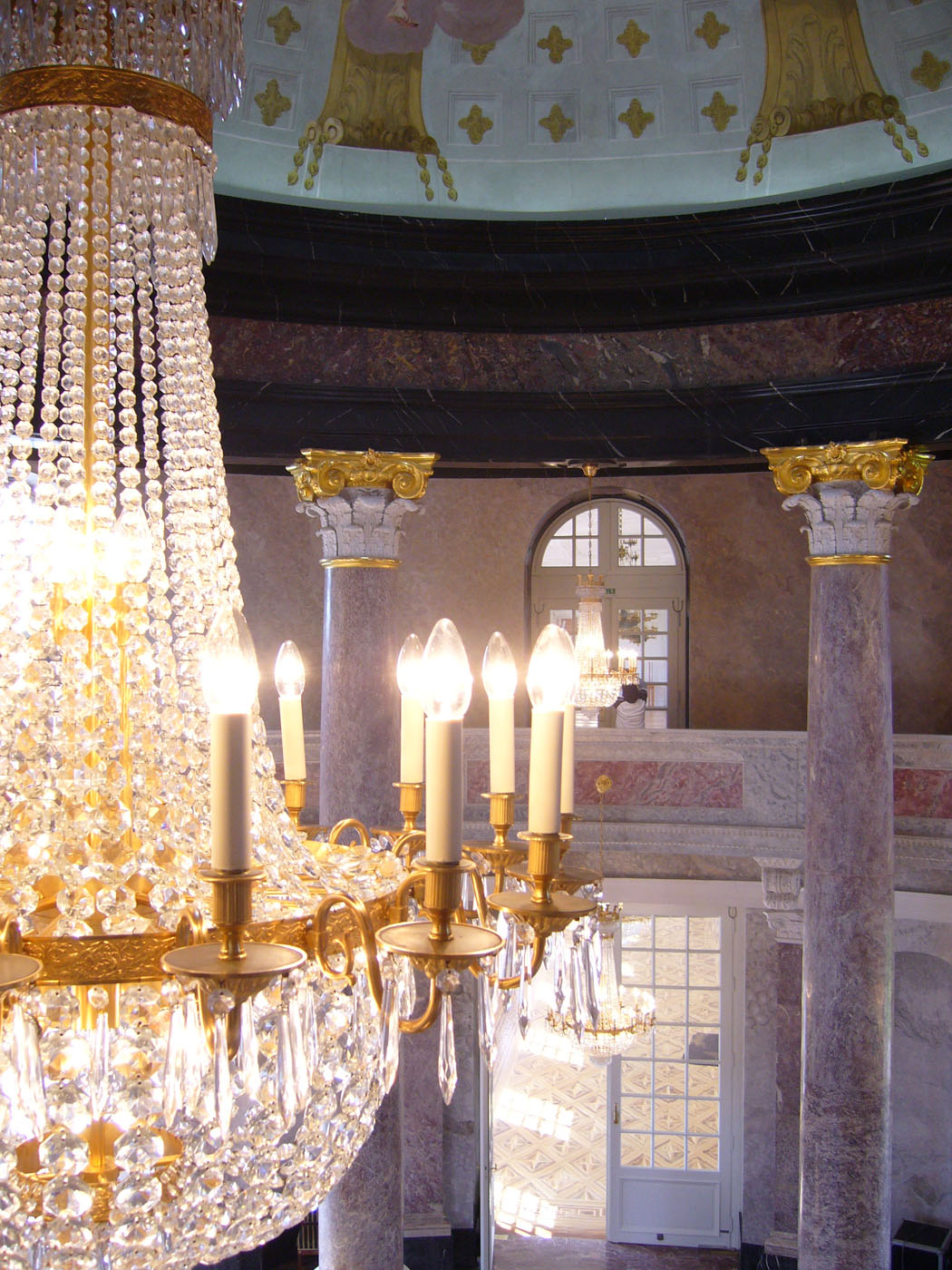
A Biebrichi kastély belülről

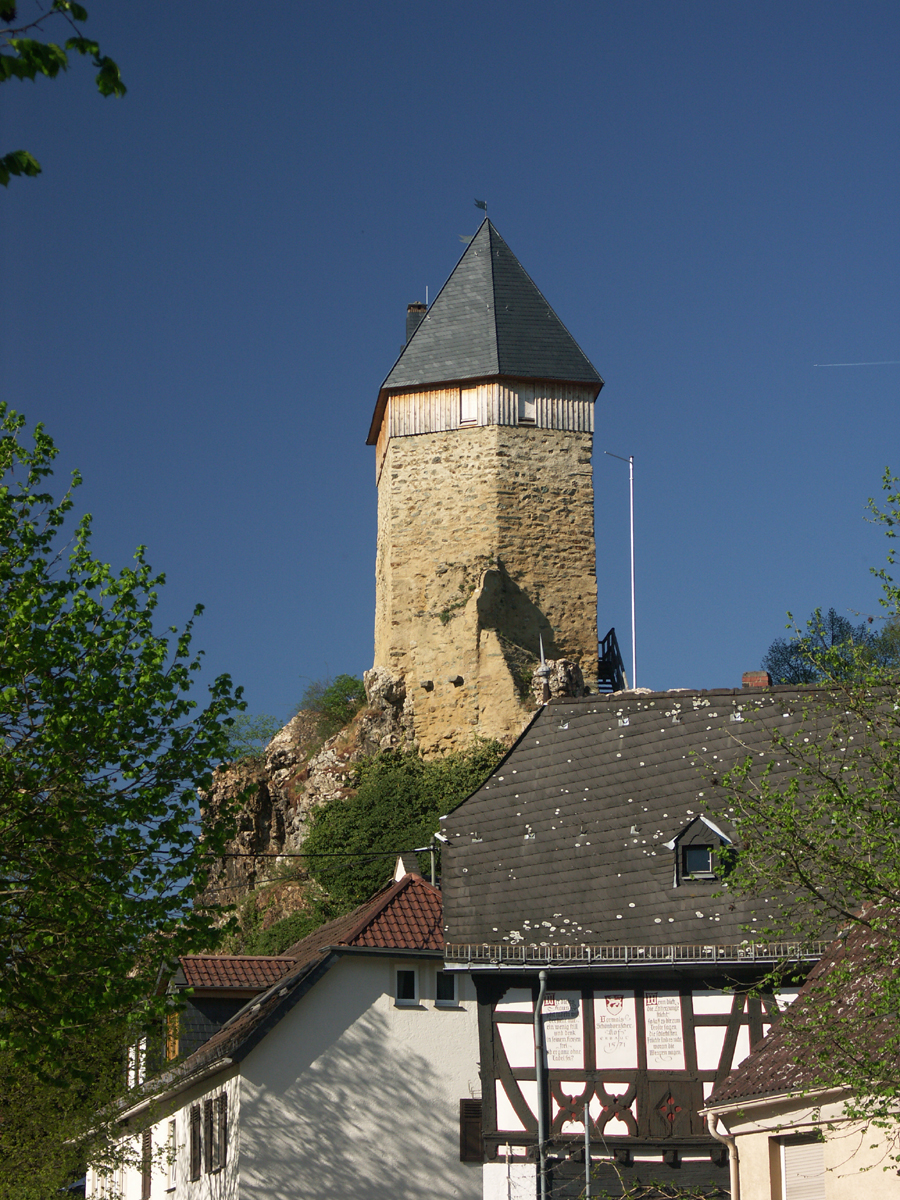
Az 1184-ben épült Frauensteini várrom

### Épületek
- Biebrichi kastély (épült 1700-tól 1744-ig / építészmester: Johann Maximilan von Welsch)
  - Rheingaustraße / Biebrich Busz: 3, 3B, 4, 9, 14, 38
- Frauensteini várrom (épült 1184-ben)
  - Quellbornstraße / Frauenstein Busz: 24, 24S, 24W
- Freudenbergi kastély (épült 1905-ben / építészmester: Paul Schultze-Naumburg)
  - Ludwig Erhard Straße / Dotzheim Busz: 23, 24, 24S, 24W, 39
- Henkell pezsgő kastély (épült 1909-ben / építészmester: Paul Bonatz)
  - Biebricher Alle / Biebrich Busz: 4, 14, 38, 47, 147; Vasút: RB 10, RE 10
- Országi emlékmű (épült 1909-ben)
  - Biebricher Allee / Biebrich Busz: 4, 14, 38, 47, 147; Vasút: RB 10, RE 10
- Reduit erőd (épült 1832-ben)
  - Rajnapart / Kastel Busz: 6, 6A, 9, 28, 54, 55, 56, 57, 68; HÉV: S1, S9; Vasút: RE 10
- Sonnenbergi vár (épült a 13. században)
  - Hofgartenplatz / Sonnenberg Busz: 2, 16, 16H, 16K, 18
- Söhnlein pezsgő kastély (épült 1864-ben)
  - Söhnleinstraße / Schierstein Busz: 5, 9, 147 Vasút: RB 10
- Theodor-Heuss-híd (épült 1885-ben / építészmester: Friedrich von Thiersch)
  - Kastel Busz: 6, 6A, 9, 28, 54, 55, 56, 57, 68; HÉV: S1, S9; Vasút: RE 10

### Utak és terek
- Biebricher Allee
  - Südost / Biebrich Busz: 4, 14, 38, 47, 147
- Quellbornstraße
  - Frauenstein Busz: 24, 24S, 24W
- Robert-Krekel-Anlage
  - Biebrich Busz: 4, 14, 38, 39
- Schiersteini kikötő
  - Schierstein Busz: 23
- Villa negyed a Rheingaustraßenál
  - Biebrich Busz: 9, 14

## Múzeumok

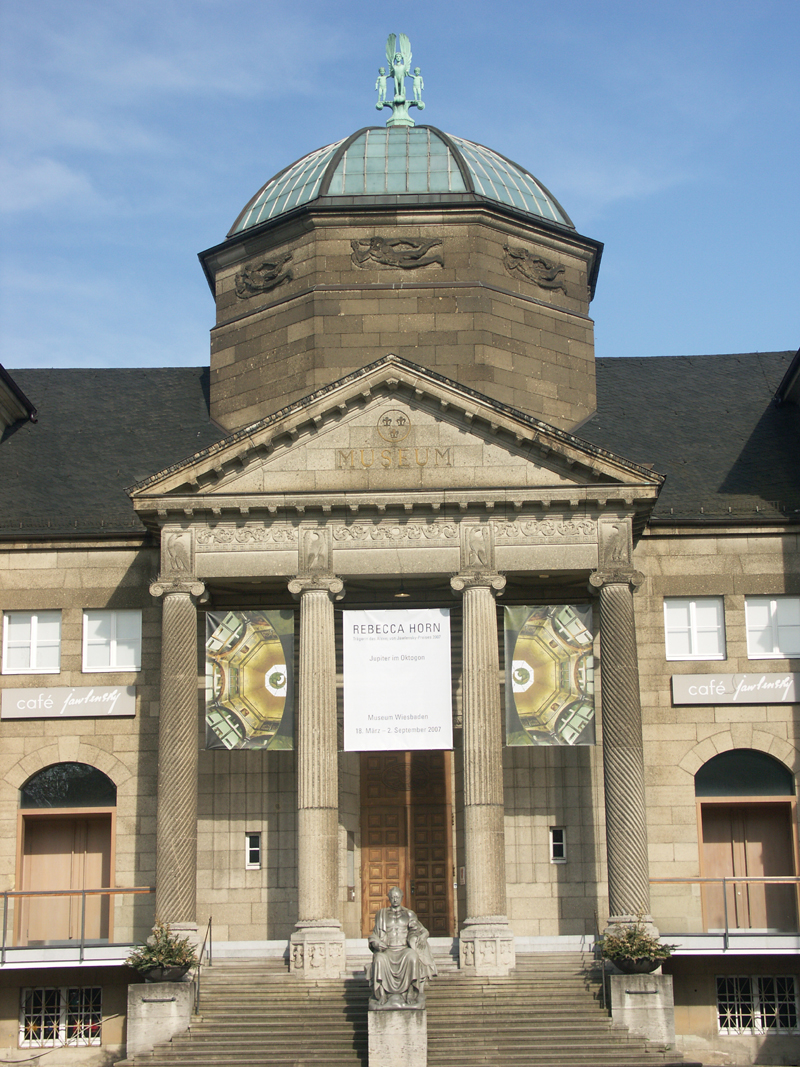
Az 1913-ban épült állami múzeum főbejárata Johann Wolfgang von Goethe emlékművel

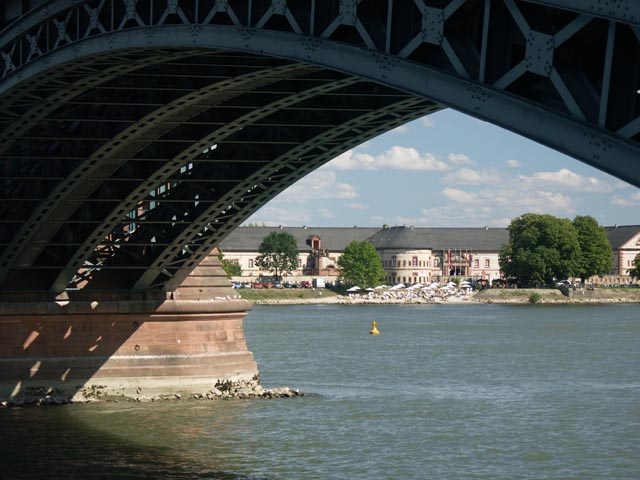
A Reduit nevű erődben egy érdekes múzeum is található

- Állami Múzeum három részleggel: természettudomány, nasszaui régiségek, képtár
  - Friedrich-Ebert-Allee / Belváros
- Aartalbahn / Múzeum-vasút
  - Dotzheimi pályaudvar / Dotzheim Busz: 23, 24, 24S, 24W, 27, 27B
- Artothek
  - Im Rad / Rheingauviertel Busz: 4, 17, 17F, 23, 24, 24S, 24W, 27, 27B
- Érzék tapasztalati Múzeum
  - Freudenbergi kastélyban / Dotzheim Busz: 23, 24, 24S, 24W, 39
- ESWE Technikum
  - Klosterbruch / Nordost Busz: 33, 33B
- Harlekinäum, a világ legviccesebb múzeuma
  - Wandersmannstraße / Erbenheim Busz: 5, 15, 15D, 28; Vasút: RB 21
- Hölgyek Múzeuma
  - Wörthstraße / Belváros Busz: 1, 2, 4, 5, 14, 15, 15D, 17, 17F, 18, 23, 24S, 24W, 27, 27B, 45, 47
- Képtár "Nassauischer Kunstverein"
  - Wilhelmstraße / Belváros Busz: 1, 8, 8B, 16, 16H, 16K
- Kerületi Múzeum Biebrich
  - Rudolf Dyckerhoff Straße Busz: 3, 3B, 4, 14, 38, 39, 39F
- Kerületi Múzeum Bierstadt
  - Venatorstraße Busz: 23, 37
- Kerületi Múzeum Delkenheim
  - Rathausplatz Busz: 15D, 48, 48S, 48X
- Kerületi Múzeum Dotzheim
  - Römergasse Busz: 23, 24, 24S, 24W, 27, 27B, 39
- Kerületi Múzeum Erbenheim
  - Wandersmannstraße Busz: 5, 15, 15D, 28; Vasút: RB 21
- Kerületi Múzeum Kloppenheim
  - Obergasse Busz: 24, 24S, 24W
- Kerületi Múzeum Kostheim
  - Hauptstraße Busz: 33, 33B, 54, 55, 56
- Kerületi Múzeum Medenbach
  - Neufeldstraße Busz: 21, 21T
- Kerületi Múzeum Naurod
  - Obergasse Busz: 20, 21, 21T, 22
- Kerületi Múzeum Nordenstadt
  - Turmstraße Busz: 15, 15D, 46, 48
- Kerületi Múzeum Schierstein
  - Joachim-Ringelnatz-Straße Busz: 23, 45
- Museum Castellum
  - Reduit erődben / Kastel Busz: 6, 6A, 9, 28, 54, 55, 56, 57, 68; HÉV: S1, S9; Vasút: RE 10
- Német Televízió Múzeum 
  - Wiesbadener Straße / Amöneburg Busz: 6, 6A HÉV: S1, S8, S9
- Német Zsidó Múzeum
  - Spiegelgasse / Belváros Busz: 1, 8, 8B
- Rendőr múzeum a rendőri elnökségben
  - Konrad-Adenauer-Ring (2. Ring / nagy körút) / Südost Busz: 37
- Római becsület kapu múzeum
  - Große Kirchenstraße / Kastel Busz: 6, 6A, 9, 28, 54, 55, 56, 57, 68; HÉV: S1, S9; Vasút: RE 10
- Római szabadtéri múzeum
  - Am Römertor / Belváros Busz: 1, 8, 8B
- Sonnenbergi vármúzeum
  - Sonnenhöhe / Sonnenberg Busz: 2, 16, 16H, 16K, 18
- Tutajos múzeum Bastion Schönborn
  - An der Reduit / Kastel Busz: 6, 6A, 9, 28, 54, 55, 56, 57, 68; HÉV: S1, S9; Vasút: RE 10
- Tűzoltó múzeum wiesbadeni tűzoltóság

Feuerwache 1, Kurt-Schumacher-Ring (2. Ring / nagy körút) / Rheingauviertel Busz: 2, 14

## Ligetek / Parkok
- Alter Friedhof
  - Nordost Busz: 6, 6A
- Biebrichi kastélypark

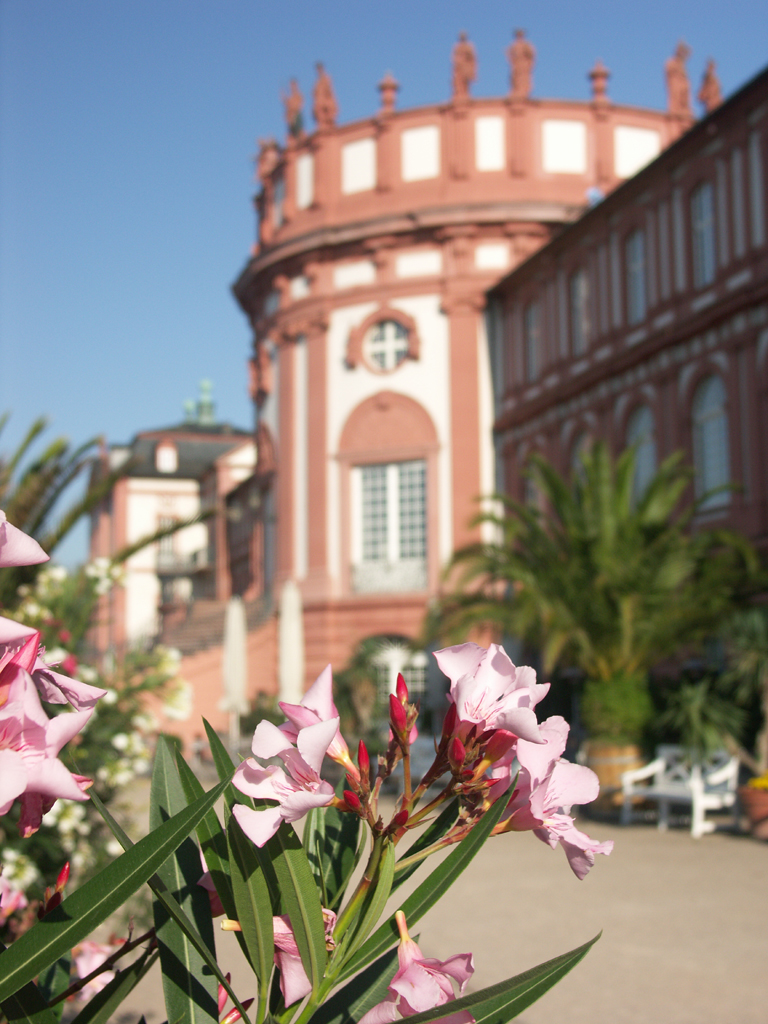
Az 1701-töl 1744-ig épült Biebrichi kastély mögött egy hatalmas park nyílik

  - Biebrich Busz: 3, 3B, 4, 9, 14, 38
- Dürer-Anlage
  - Nordost Busz: 3, 3B
- Freudenbergi kastélypark
  - Dotzheim Busz: 23, 24, 24S, 24W, 39
- Kurpark (Casino park)
  - Belváros Busz: 1, 8, 8B, 16, 16H, 16K
- Nerotal-Anlage
  - Nordost Busz: 1
- Reisinger-Anlagen
  - Belváros Busz: 1, 3, 3B, 4, 6, 6A, 8, 8B, 14, 16, 16H, 16K, 27, 27B, 28, 33, 33A, 33B, 36, 37, 45, 46, 47, 147
- Rajnai liget
  - Schierstein Busz: 9, 147
- Richard-Wagner-Anlagen / Henkell-Park
  - Biebrich Busz: 4, 14, 38, 47, 147
- Schiersteini kikötő
  - Schierstein Busz: 23
- Szigeti liget Maaraue
  - Kostheim Busz: 33, 33B
- Warmer Damm
  - Belváros Busz: 1, 8, 8B, 16, 16H, 16K

## Állatkertek
- Állatkert Fasanerie
  - Fischzuchtweg / Nordost Busz: 33, 33A, 33B
- Kasteli állatkert
  - Unterer Zwerchweg / Kastel Busz: 33, 33B